# Guernica (Balada)
Guernica is een compositie van Leonardo Balada.
Het werk is ontstaan uit een soort opdracht vanuit het symfonieorkest New Orleans Philharmonic, een van de minder bekende Amerikaanse symfonieorkesten. Het was 1966 en de demonstraties tegen de Vietnamoorlog begonnen steeds vastere vormen aan te nemen, zeker op de campus van de Columbia-universiteit te New York. De oorlog en protesten daartegen voerden Balada terug naar zijn eigen jeugd in Barcelona, waar toen de Spaanse Burgeroorlog woedde. Dat bracht hem vervolgens naar het schilderij Guernica van Pablo Picasso over de vernietiging van het stadje Guernica.
Tegelijkertijd bood deze combinatie van factoren Balada een uitweg in zijn stijl van componeren. Hij was aan het componeren binnen het neoclassicisme maar was daar ontevreden over. Hij zag zelf niets in de twaalftoonstechniek en wendde zich toen tot abstracte en avant-gardemuziek. Dat past natuurlijk ook uitermate bij het muzikaal in beeld brengen van een kunstwerk van Picasso. Balada zou echter gedurende een langere tijd muziek schrijven in die stijl. Het zou uiteindelijk leiden tot de Steel symphony.
Werner Torkanowsky gaf leiding aan de première van het opdrachtgevende orkest op 25 april 1967. Balada droeg het werk op aan Picasso en wilde hem de partituur overhandigen, wellicht in de verwachting dat Picasso een werk van hem aan Balada zou geven. Een ontmoeting werd steeds uitgesteld en door het plotseling overlijden van de kunstenaar kwam het er niet (meer) van.
Guernica is geschreven voor symfonieorkest:
- 2 dwarsfluiten, 2 hobo’s, 2 klarinetten, 2 fagotten
- 2 hoorns, 2 trompetten, 2 trombones, 1 tuba
- 4 man/vrouw percussie
- violen, altviolen, celli, contrabassen